# تپه گورکی زوزن
تپه گورکی زوزن مربوط به سده‌های اولیه دوران‌های تاریخی پس از اسلام است و در شهرستان خواف، بخش جلگه زوزن، روستای زوزن واقع شده و این اثر در تاریخ ۲۴ فروردین ۱۳۸۲ با شمارهٔ ثبت ۸۲۷۴ به‌عنوان یکی از آثار ملی ایران به ثبت رسیده است.